# Coleoxestia apeara
Coleoxestia apeara es una especie de escarabajo longicornio del género Coleoxestia, tribu Cerambycini, subfamilia Cerambycinae. Fue descrita científicamente por Galileo & Santos-Silva en 2016.

## Descripción
Mide 23,5 milímetros de longitud.

## Distribución
Se distribuye por Brasil.